# Mistrzostwa Rosji w Skokach Narciarskich 2018
Mistrzostwa Rosji w Skokach Narciarskich 2018 – rozegrane w kompleksie Aist w Nizny Tagił w dniach 29 marca–2 kwietnia zawody mające za zadanie wyłonić najlepszych skoczków w kraju.
W pierwszy dzień zmagań kobiety i mężczyźni rywalizowali na skoczni normalnej. Wśród pań najlepszą była Irina Awwakumowa, która wyprzedziła będącą na drugim miejscu Anastasiję Barannikową. Trzecie miejsce zajęła Aleksandra Barancewa. W zawodach kobiet wzięło udział 26 zawodniczek. Wśród mężczyzn tytuł mistrzowski zdobył Dienis Korniłow. Za nim na podium uplasowali się Iwan Łanin i Zachir Dżafarow. W konkursie mężczyzn na starcie pojawiło się 70 zawodników, w tym trzech zostało zdyskwalifikowanych, a trzech nie pojawiło się na starcie.
Dzień później na tym samym obiekcie odbyły się zawody drużyn mieszanych. Złoty medal zdobyli przedstawiciele obwodu moskiewskiego, a kolejni miejsca zajęły drużyny z obwodu petersburskiego i kraju permskiego. W tej konkurencji wzięło udział dwanaście zespołów. 
W dniach 1–2 kwietnia rywalizacja odbywała się na dużej skoczni, gdzie rywalizowali wyłącznie mężczyźni. Pierwszego dnia odbyły się zawody indywidualne, w których zwyciężył ponownie Korniłow, srebrny medal zdobył Aleksiej Romaszow, natomiast na najniższym stopniu podium stanął Dmitrij Wasiljew. Ostatniego dnia zmagań wyłoniono medalistów w zawodach drużynowych, a zostali nimi kolejno zespoły z obwodu niżnonowogrodzkiego, moskiewskiego i Tatarstanu. Wystartowało 13 drużyn.

## Wyniki

### Mężczyźni

#### Konkurs indywidualny mężczyzn na skoczni HS100 (29.03.2018)
| Miejsce | Zawodnik             | Podmiot             | Skok 1 | Skok 2 | Punkty |
| ------- | -------------------- | ------------------- | ------ | ------ | ------ |
| 1.      | Dienis Korniłow      | O. niżnonowogrodzki | 91,5 m | 94,5 m | 240,0  |
| 2.      | Iwan Łanin           | O. niżnonowogrodzki | 89,5 m | 94,0 m | 233,5  |
| 3.      | Zachir Dżafarow      | O. niżnonowogrodzki | 89,5 m | 92,5 m | 233,0  |
| 4.      | Jewgienij Klimow     | O. moskiewski       | 88,0 m | 91,5 m | 223,5  |
| 5.      | Roman Trofimow       | O. niżnonowogrodzki | 90,0 m | 87,5 m | 219,5  |
| 6.      | Michaił Purtow       | O. swierdłowski     | 93,0 m | 87,5 m | 217,5  |
| 7.      | Władisław Bojarincew | Petersburg          | 87,5 m | 87,5 m | 215,0  |
| 8.      | Michaił Nazarow      | Moskwa              | 89,0 m | 84,0 m | 209,5  |
| 9.      | Nikita Towkies       | O. niżnonowogrodzki | 89,0 m | 82,5 m | 206,5  |
| 10.     | Nikołaj Matawin      | O. moskiewski       | 83,0 m | 90,5 m | 205,5  |
| ...     |                      |                     |        |        |        |

#### Konkurs indywidualny mężczyzn na skoczni HS134 (01.04.2018)
| Miejsce | Zawodnik             | Podmiot             | Skok 1  | Skok 2  | Punkty |
| ------- | -------------------- | ------------------- | ------- | ------- | ------ |
| 1.      | Dienis Korniłow      | O. niżnonowogrodzki | 131,5 m | 119,5 m | 248,3  |
| 2.      | Aleksiej Romaszow    | Petersburg          | 126,5 m | 123,5 m | 246,5  |
| 3.      | Dmitrij Wasiljew     | O. moskiewski       | 126,0 m | 123,0 m | 244,7  |
| 4.      | Jewgienij Klimow     | O. moskiewski       | 124,0 m | 122,5 m | 234,7  |
| 5.      | Michaił Nazarow      | Moskwa              | 132,0 m | 112,0 m | 232,7  |
| 6.      | Władisław Bojarincew | Petersburg          | 124,5 m | 111,5 m | 216,3  |
| 7.      | Roman Trofimow       | O. niżnonowogrodzki | 117,5 m | 115,5 m | 212,4  |
| 8.      | Michaił Maksimoczkin | O. niżnonowogrodzki | 111,5 m | 116,5 m | 201,9  |
| 9.      | Aleksandr Łoginow    | Tatarstan           | 113,0 m | 114,0 m | 198,1  |
| 10.     | Iwan Łanin           | O. niżnonowogrodzki | 111,0 m | 113,5 m | 194,1  |
| ...     |                      |                     |         |         |        |

#### Konkurs drużynowy mężczyzn na skoczni HS134 (02.04.2018)
| Miejsce | Podmiot               | Zawodnicy            | Skok 1  | Skok 2  | Punkty |
| ------- | --------------------- | -------------------- | ------- | ------- | ------ |
| 1.      | O. niżnonowogrodzki I | Iwan Łanin           | 107,5 m | 109,0 m | 869,0  |
| 1.      | O. niżnonowogrodzki I | Michaił Maksimoczkin | 127,0 m | 115,0 m | 869,0  |
| 1.      | O. niżnonowogrodzki I | Roman Trofimow       | 120,5 m | 115,0 m | 869,0  |
| 1.      | O. niżnonowogrodzki I | Dienis Korniłow      | 125,0 m | 123,5 m | 869,0  |
| 2.      | O. moskiewski         | Nikołaj Matawin      | 98,0 m  | 108,5 m | 838,4  |
| 2.      | O. moskiewski         | Ilmir Chazietdinow   | 124,0 m | 117,5 m | 838,4  |
| 2.      | O. moskiewski         | Jewgienij Klimow     | 119,5 m | 124,0 m | 838,4  |
| 2.      | O. moskiewski         | Dmitrij Wasiljew     | 109,5 m | 127,0 m | 838,4  |
| 3.      | Tatarstan             | Danił Sadriejew      | 110,0 m | 92,0 m  | 729,7  |
| 3.      | Tatarstan             | Maksim Siergiejew    | 118,0 m | 122,0 m | 729,7  |
| 3.      | Tatarstan             | Artiom Riedżepow     | 105,0 m | 110,0 m | 729,7  |
| 3.      | Tatarstan             | Aleksandr Łoginow    | 101,5 m | 118,0 m | 729,7  |

### Kobiety

#### Konkurs indywidualny kobiet na skoczni HS100 (29.03.2018)
| Miejsce | Zawodniczka            | Podmiot             | Skok 1 | Skok 2 | Punkty |
| ------- | ---------------------- | ------------------- | ------ | ------ | ------ |
| 1.      | Irina Awwakumowa       | Moskwa              | 94,0 m | 84,0 m | 222,0  |
| 2.      | Anastasija Barannikowa | Kraj Permski        | 84,0 m | 88,5 m | 208,5  |
| 3.      | Aleksandra Barancewa   | O. moskiewski       | 84,5 m | 85,5 m | 203,0  |
| 4.      | Aleksandra Kustowa     | O. moskiewski       | 86,0 m | 80,0 m | 193,0  |
| 5.      | Sofja Tichonowa        | Petersburg          | 85,0 m | 75,0 m | 180,5  |
| 6.      | Lidija Jakowlewa       | Petersburg          | 77,5 m | 77,5 m | 168,0  |
| 7.      | Anna Szpyniewa         | Petersburg          | 77,0 m | 73,0 m | 156,5  |
| 8.      | Natalja Sołowjowa      | O. niżnonowogrodzki | 76,0 m | 72,0 m | 152,0  |
| 9.      | Ksienija Kabłukowa     | Kraj Permski        | 70,5 m | 72,0 m | 140,5  |
| 10.     | Marija Jakowlewa       | Petersburg          | 76,0 m | 65,5 m | 136,5  |
| ...     |                        |                     |        |        |        |

### Mieszane

#### Konkurs drużyn mieszanych na skoczni HS100 (30.03.2018)
| Miejsce | Podmiot       | Zawodnicy              | Skok 1 | Skok 2 | Punkty |
| ------- | ------------- | ---------------------- | ------ | ------ | ------ |
| 1.      | O. moskiewski | Aleksandra Kustowa     | 86,0 m | 84,0 m | 806,0  |
| 1.      | O. moskiewski | Nikołaj Matawin        | 81,0 m | 81,0 m | 806,0  |
| 1.      | O. moskiewski | Aleksandra Barancewa   | 76,0 m | 77,0 m | 806,0  |
| 1.      | O. moskiewski | Jewgienij Klimow       | 98,0 m | 96,0 m | 806,0  |
| 2.      | Petersburg    | Lidija Jakowlewa       | 71,0 m | 76,5 m | 799,5  |
| 2.      | Petersburg    | Władisław Bojarincew   | 91,0 m | 86,5 m | 799,5  |
| 2.      | Petersburg    | Sofja Tichonowa        | 79,0 m | 82,0 m | 799,5  |
| 2.      | Petersburg    | Aleksiej Romaszow      | 95,5 m | 90,5 m | 799,5  |
| 3.      | Kraj Permski  | Anastasija Barannikowa | 60,5 m | 82,5 m | 741,0  |
| 3.      | Kraj Permski  | Jegor Usaczow          | 86,5 m | 80,0 m | 741,0  |
| 3.      | Kraj Permski  | Ksienija Kabłukowa     | 79,0 m | 85,5 m | 741,0  |
| 3.      | Kraj Permski  | Władisław Skacziłow    | 85,0 m | 92,0 m | 741,0  |